# Avril 1760
Cette page présente les faits marquants du mois d'avril 1760.

## Événements
- 8 - 16 avril : siège d’Ayutthaya par les Birmans, interrompu par la saison des pluies. Leur roi Alaungpaya meurt sur le chemin du retour[1].